# Cristal (bière)
Pour les articles homonymes, voir Cristal (homonymie).
Cristal est une marque utilisée par différentes brasseries de plusieurs pays. 
La « clarification » est une étape de la fabrication de la bière, qui suit la fermentation, voire la garde et qui consiste à filtrer les impuretés, et notamment les résidus de levures. Le mélange trouble issu de la fermentation devient alors « clair comme du cristal. »

## Allemagne
Les bières de froment, dites « bières blanches », sont dans leur forme classique, de couleur claire et présentant un certain trouble.
Ce trouble est dû à la présence de levure, mais aussi et particulièrement à l'utilisation du froment. Et contrairement à l'orge, cette céréale a tendance à faire plus de la farine lors du concassage d'une part, et le blé contient un fort taux de protéines que l'on retrouve en suspension dans la boisson d'autre part.
Il existe deux variantes notables de « Weissbier » en Allemagne, les « Dunkel » à la robe sombre, et les « Kristall », filtrées et donc très proches en apparence des pils.
Cette dernière appellation entre dans la dénomination de quelques bières bavaroises. Citons la « Franziskaner Weissbier Kristallklar » de la brasserie Spaten-Franziskaner-Bräu ou la « Weihenstephan Kristall Weissbier » de la vénérable brasserie Bayerische Staatsbrauerei Weihenstephan.

## Belgique

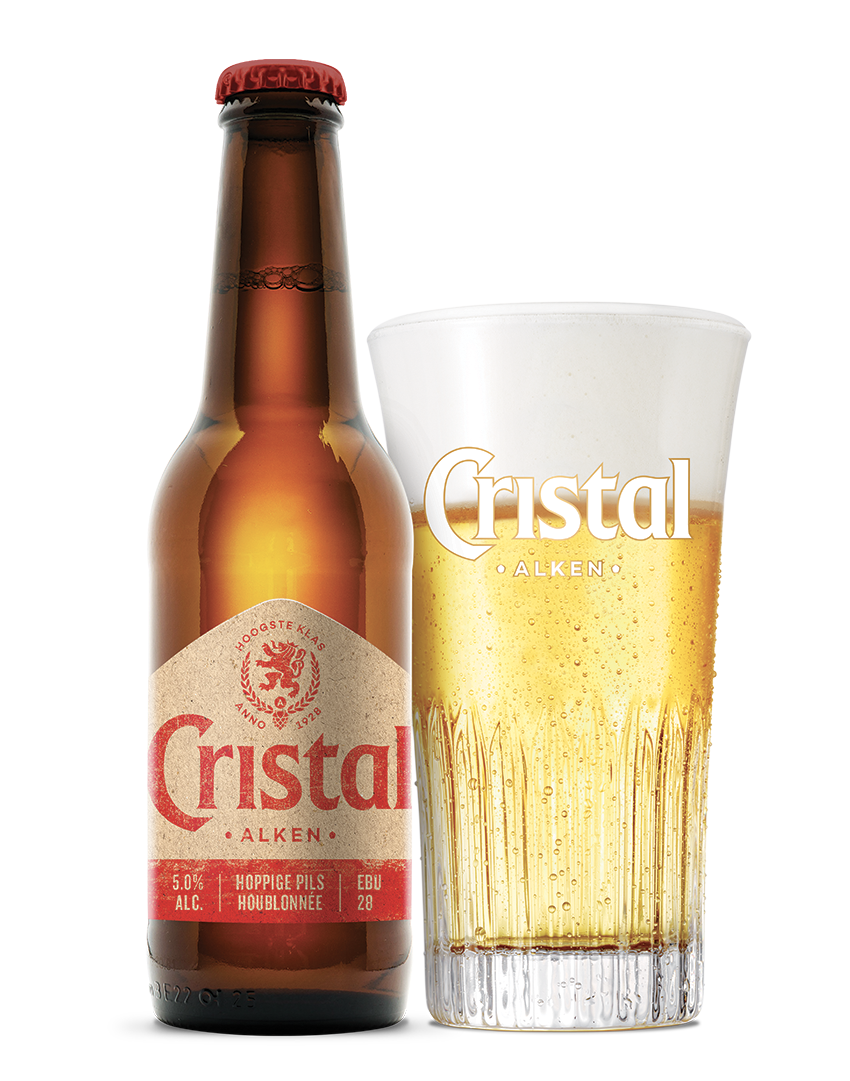
La bouteille en 2018

La Cristal Alken est une bière belge brassée par la brasserie d'Alken.

## Royaume-Uni
La Cristal est une bière britannique brassée par la brasserie Scottish & Newcastle.

## Portugal
La Cristal est une bière portugaise brassée par la brasserie Unicer appartenant au groupe de bière Carlsberg. 

## Cuba
La Cristal est une bière blonde fabriquée à Cuba par Bucanero SA.

## Pérou
La Cristal est une bière péruvienne brassée par la brasserie Backus and Johnston, à Lima.

## Chili
La Cristal est une bière chilienne brassée par la brasserie Compañía de Cervecerías Unidas, à Santiago.